# Dyspessa psychidion
Dyspessa psychidion is een vlinder uit de familie van de Houtboorders (Cossidae). De soort is voor het eerst wetenschappelijk beschreven als Endagria psychidion door Otto Staudinger in een publicatie uit 1871.
De soort komt voor in Griekenland (Peloponnesos).